# Kiddush
Kiddush kommer af det hebraiske "kadosh", der betyder hellig. Det er en særlig helligelse inden for jødedommen, som regel af vin, der gøres på jødiske helligdage og på shabbat. Vin er historisk set noget fint (i gamle dage var det ikke alle, der havde råd til vin), og derfor var det naturligt, at jøder – for at vise deres dybe respekt for og glæde over helligdagene fra Gud – anvendte vinen på disse dage. Helligelsen er så en slags tilkendegivelse af denne æren af den særlige dag.